# Eisschnelllauf-Weltcup 2025/26
Der ISU-Eisschnelllauf-Weltcup 2025/26 (offiziell: ISU World Cup Speed Skating 2025/26) ist die höchste, von der ISU organisierte, internationale Wettkampfserie im Eisschnelllauf, die für Frauen und Männer an verschiedenen Stationen in mehreren Ländern ausgetragen wird. Der Weltcup soll am 14. November 2025 in Salt Lake City (Vereinigte Staaten) beginnen und am 25. Januar 2026 in Inzell (Deutschland) enden.
Als Höhepunkt der Saison folgen nach Abschluss des Weltcups im Februar die Olympischen Winterspiele 2026, bei denen die Eisschnelllauf-Wettbewerbe in Mailand (Italien) stattfinden sollen. 
Zusätzlich finden im März die Mehrkampf- und Sprintweltmeisterschaft in Heerenveen (Niederlande) sowie im Januar die Einzelstrecken-Europameisterschaften in Tomaszów Mazowiecki (Polen) statt.

## Weltcupkalender
| Datum                 | Ort                 | Halle             | Veranstaltung                          |
| --------------------- | ------------------- | ----------------- | -------------------------------------- |
| 14.–16. November 2025 | Salt Lake City      | Utah Olympic Oval | Weltcup                                |
| 21.–23. November 2025 | Calgary             | Olympic Oval      | Weltcup                                |
| 5.–7. Dezember 2025   | Heerenveen          | Thialf            | Weltcup                                |
| 12.–14. Dezember 2025 | Hamar               | Vikingskipet      | Weltcup                                |
| 9.–11. Januar 2026    | Tomaszów Mazowiecki | Arena Lodowa      | Europameisterschaften                  |
| 23.–25. Januar 2026   | Inzell              | Max Aicher Arena  | Weltcup                                |
| 6.–22. Februar 2026   | Mailand             | Fiera Milano      | Olympische Winterspiele                |
| 5.–8. März 2026       | Heerenveen          | Thialf            | Mehrkampf- und Sprintweltmeisterschaft |